# I canneti
I canneti è un romanzo dello scrittore giapponese Jun'ichirō Tanizaki, pubblicato nel 1932.

## Trama
In una bella giornata di settembre, lo scrittore decide di visitare la villa di Minase, dove si trovava la villa dell'imperatore Gotoba.

A bordo di un traghetto attraversa al tramonto il fiume Yodo, fino ad un banco di sabbia che è al centro; qui decide di fermarsi un po' prima di prendere un secondo traghetto che lo trasporti all'altra riva.

Beve sakè e canta una vecchia ballata godendo il fresco della sera e la visione della luna attraverso i canneti, quando si accorge di non essere solo.

Lì c'è un uomo, un antiquario di Osaka della stessa età dello scrittore. Suo padre, racconta l'uomo, da piccolo lo portava a guardare la luna, ed i festeggiamenti che in suo onore venivano dati nella villa di una ricca famiglia. Questo era una specie di pellegrinaggio che si ripeteva ogni anno. Per spiegare l'origine di un così strano pellegrinaggio, l'uomo racconta la storia di suo padre.

Da giovane egli si era innamorato di Oyu-san, la ventitreenne figlia di un commerciante, che possedeva un fascino aristocratico ed una eleganza particolare. La donna era vedova e madre di un bimbo, ed era costretta perciò dal rigore della famiglia a non risposarsi.

La sorella di Oyu-sama, Oshizu, era completamente dedita a lei, e questa dedizione la indusse a proporre all'uomo di sposare lei, in modo da poter frequentare agevolmente la sorella. L'uomo accettò, ed i due vissero apparentemente come coniugi felici, senza però consumare il matrimonio. Per rispetto verso Oshizu, l'uomo ed Oyu-san si astennero da rapporti che andassero al di là di una affettuosa amicizia. Dopo la morte del figlioletto, Oyu-san fu costretta a tornare alla casa dei suoi genitori, e quindi ad accettare la proposta di matrimonio di un ricco mercante. L'uomo, grato ad Oshizu per il suo sacrificio, ne fece realmente sua moglie.

La donna che suona in onore della luna –  la donna che l'uomo, come un tempo faceva il padre, è venuto ad ammirare- è Oyu-san, nella ricca casa del suo secondo marito. Ma la donna, osserva lo scrittore, dovrebbe avere ottant'anni, ormai. L'osservazione resta senza risposta, perché l'uomo è scomparso all'improvviso, insieme al canneto.
Oltre che per la delicatezza della storia, l'opera è apprezzabile per il tono rievocativo e l'eleganza delle descrizioni.

## Edizioni
Jun'ichirō Tanizaki, I canneti, in Opere, Bompiani, Milano 2002.